# Söderhamn Stadshus AB
Söderhamn Stadshus AB är ett svenskt förvaltningsbolag som agerar moderbolag för de verksamheter som Söderhamns kommun har valt att driva i aktiebolagsform. Bolaget ägs helt av kommunen.

## Bolag
Källa: 
- Faxeholmen AB
- Söderhamn Nära AB
  - Söderhamn Elnät AB